# 야율걸노
걸노(? ~ 1217년)는 후요의 제2대 황제이다. 몽골 제국한테 쫓기고, 동진국에 잠적해 있던 야율걸노, 야율금시 등의 일파는 야율시불을 죽이고 황제가 되어 야율금산을 끌어들여 고려에 쳐들어갔으나, 압록강에서 야율금산한테 죽었다.